# Скокоміші

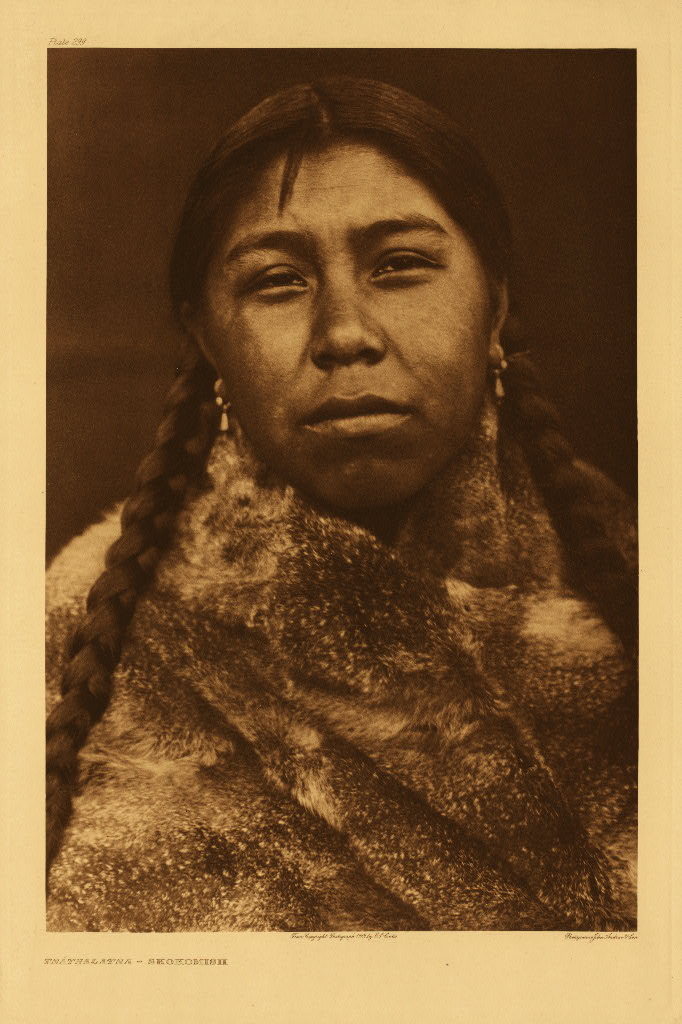
Цацалаца — жінка з племені скокомішей. Фотограф Едвард Кертіс, 1913

Скокоміші, самоназва Тванна — корінний народ США, який проживає на заході сучасного штату Вашингтон уздовж фіорду Худ-Канал на заході півострова Кітсап, а також на березі затоки Пьюджет-Саунд . Історично займалися полюванням, рибальством і збиранням. У теплі часи вели кочовий спосіб життя, а взимку осідали в постійних селищах.
Назва «скокоміш» походить з чинукського жаргону та перекладається як «сильні люди» (skookum + -mish).

## Мова
Мова Тванна відноситься до саліської сім'ї індіанських мов Північної Америки.

## Резервація
Близько 1855 року плем'я скокомішей переселилося в Скокомішську індіанську резервацію в центральній частині сучасного округу Мейсон в штаті Вашингтон близько річки Скокоміш. Площа резервації становить 21,244 км². Згідно з переписом США 2000 року, населення резервації становить 730 осіб.